# Indiai ezüstcsőrűpinty
Az indiai ezüstcsőrűpinty vagy malabári pinty (Euodice malabarica) a madarak osztályának a verébalakúak (Passeriformes) rendjébe, ezen belül a díszpintyfélék (Estrildidae) családjába tartozó faj.

## Rendszerezése
A fajt Carl von Linné svéd természettudós írta le 1758-ban, a Loxia nembe tartozik Loxia cmalabarica néven. Sorolták a Lonchura nembe Lonchura malabarica néven is.

## Előfordulása
Afganisztán, Bahrein, Banglades, az Egyesült Arab Emírségek, India, Irán, Izrael, Jordánia, Katar, Kuvait, Nepál, Omán, Pakisztán, Szaúd-Arábia és Srí Lanka területén honos, előfordul az az Amerikai Egyesült Államokban, az Amerikai Virgin-szigeteken és Puerto Ricoban is. 
Természetes élőhelyei a szubtrópusi vagy trópusi száraz erdők és füves puszták, szavannák és cserjések, valamint legelők és szántóföldek. Állandó, nem vonuló faj.

## Megjelenése
Testhossza 11 centiméter, testtömege 10–14 gramm.
|  |

## Életmódja
Füvek és más növények magvaival táplálkozik, de rovarokat és nektárt is fogyaszt.

## Természetvédelmi helyzete
Az elterjedési területe rendkívül nagy, egyedszáma pedig stabil. A Természetvédelmi Világszövetség Vörös listáján nem fenyegetett fajként szerepel.